# Józef Podlasek
Józef Podlasek (ur. w 1934 w Wierzchosławicach, zm. w 1995 w Zawierciu) – artysta szklarz, grafik oraz projektant szkła użytkowego, pracownik Huty Szkła Kryształowego „Violetta” w Stroniu Śląskim i Huty Szkła Gospodarczego „Zawiercie” w Zawierciu. Reprezentant wrocławskiej szkoły szkła.

## Życiorys
W 1963 r. ukończył studia na Wydziale Szkła Państwowej Wyższej Szkoły Sztuk Plastycznych we Wrocławiu pod kierunkiem prof. Stanisława Dawskiego. Podobnie jak inni uczniowie Dawskiego uprawiał również grafikę, zdobywając w tej dziedzinie nagrody na I Ogólnopolskiej Wystawie Grafiki Studenckiej w Toruniu w 1963 r. oraz na Wystawie Współczesnej Grafiki Wrocławskiej.
Bezpośrednio po studiach został zatrudniony w Hucie Szkła Kryształowego „Violetta” w Stroniu Śląskim, gdzie wkrótce otrzymał stanowisko starszego projektanta. W 1967 przeniósł się do Huty Szkła Gospodarczego „Zawiercie” w Zawierciu, rozpoczynając pracę na stanowisku projektanta (inne źródła podają starszego projektanta), by następnie awansować na stanowisko kierownika Działu Wzornictwa. Również w 1967 r. zdobył główną nagrodę w konkursie na najlepszą grafikę kwartału we Wrocławiu. W 1969 otrzymał główną nagrodę w ogólnopolskim konkursie na projekty zdobin szkła gospodarczego w Warszawie.

## Wystawy
- 1963 - I Ogólnopolska Wystawa Grafiki Studenckiej w Toruniu[1],
- 1963 - Polskie współczesne szkło artystyczne, Muzeum Narodowe w Krakowie[2],
- 1964 - Ogólnopolska wystawa "Szkło - ceramika - tkanina" w Warszawie[1],
- 1969 - Ceramika i szkło. Wystawa polskiej sztuki użytkowej w XXV-lecie Polskiej Rzeczpospolitej Ludowej, Muzeum Śląskie we Wrocławiu[2],
- 1972 - Kunstlerisches Glas aus VR Polen, Berlin[2],
- 1974 - Ogólnopolska wystawa szkła artystycznego i użytkowego w Katowicach[2],
- 1976 - I Ogólnopolskie Triennale Szkła, Muzeum Ziemi Kłodzkiej w Kłodzku[2],
- 1977 - Ogólnopolska wystawa szkła artystycznego i użytkowego w Katowicach[2],
- 1979 - Ogólnopolska wystawa szkła unikatowego i przemysłowego w Katowicach[2],
- 2004–2005 - Szkło jak plaster miodu. Szkło z Huty Szkła Gospodarczego w Zawierciu, Willa Caro w Gliwicach[1].

Prace artysty z dziedziny szkła były również prezentowane na wystawach we Wrocławiu w 1965 r., w Moskwie w 1969 r., w Rydze w 1969 r., w Jabloncu w 1972 r., w Kopenhadze w 1973 r. (miejsca i daty za).

## Twórczość
Józef Podlasek zajmował się tworzeniem projektów w szkle sodowym, do których starał się wprowadzać elementy charakterystyczne dla szkła unikatowego. Ponadto projektował formy i zdobiny oraz grawerkę dla szkła kryształowego. W zdobieniach kryształów dążył do uproszczeń, polegających na multiplikacji jednego motywu. Tworzył projekty szkła o nowoczesnej, zrytmizowanej strukturze (przykładowo zestaw Manhattan z HSG „Zawiercie”), jak również nawiązujące kształtem do antycznej sztuki greckiej oraz prostych form średniowiecznych - romańskich i preromańskich (przykładowo zestaw Honey z HSG „Zawiercie”). W zestawie Honey, jak również w innych projektach wykorzystywał szkło typu antico (kojarzone zwykle ze Zbigniewem Horbowym) - niektóre źródła przypisują Podlaskowi autorstwo metody tworzenia takiego szkła, polegającej na kontrolowanym wprowadzaniu pęcherzyków powietrza do jego struktury.
Prace artysty znajdują się w zbiorach Muzeum Narodowego we Wrocławiu, Muzeum Narodowego w Krakowie, Muzeum Karkonoskiego w Jeleniej Górze, Muzeum Miedzi w Legnicy, Muzeum w Gliwicach oraz w Muzeum Szkła Współczesnego w Sosnowcu.